# Стрела (яхта, 1835)
«Стрела» — парусная яхта Черноморского флота Российской империи, находившаяся в составе флота с 1835 по 1855 год. Во время несения службы использовалась для крейсерских и практических плаваний в акватории Чёрного моря, принимала участие в Крымской войне, во время которой была затоплена в Севастополе при оставлении города русским гарнизоном в 1855 году.

## Описание судна
Парусная яхта с деревянным корпусом, длина судна составляла 17,4 метра, ширина — 5,7 метра, осадка — 3,3  метра и глубина интрюма — 2,8 метра. Вооружение судна по сведениям из различных источников могло состоять от шести до десяти 8-фунтовых чугунных карронад.

## История службы
Яхта «Стрела» была заложена на стапеле Николаевского адмиралтейства 12 (24) сентября 1834 года и после спуска на воду 27 апреля (9 мая) 1835 года вошла в состав Черноморского флота России. Строительство вёл кораблестроитель капитан И. С. Дмитриев.
В навигацию 1840 года совершала плавания между Николаевом и Одессой. В 1842 году ходила между Севастополем и Николаевом.
В кампанию 1843 года выходила в крейсерские плавания вдоль черноморских берегов Кавказа. В 1847 году в составе практической эскадра кораблей Черноморского флота совершала плавания в Чёрном море. С 1848 по 1852 год принимала участие в крейсерских плаваниях вдоль крымского побережья.
Принимала участие в Крымской войне. В 1853 году находилась на рейде Севастополя. В кампанию следующего 1854 года стояла в Корабельной бухте Севастополя. В 1855 году была затоплена при оставлении города русскими войсками.
После войны 23 августа (4 сентября) 1858 года при расчистке Севастопольской бухты яхта была поднята со дна, а 18 (30) июня 1862 года была передана купцу Телетникову.

## Командиры судна
Командирами яхты «Стрела» в составе Российского императорского флота в разное время служили:
- П. Н. Скрыдлов (1840 года);
- П. П. Колчин (1842—1844 годы);
- В. П. Быков (1845—1846 годы);
- М. С. Щеховский (1847—1848 годы);
- П. Ю. Лисянский (1849 год);
- Н. П. Повало-Швейковский (с 1850 года до июля 1852 года);
- М. Е. Гельфрейх (с июля 1852 года до 1853 года).

### Комментарии
1. ↑  57 футов[1].
2. ↑  18 фута 9,5 дюйма[1].